# Delia vockerothi
Delia vockerothi este o specie de muște din genul Delia, familia Anthomyiidae, descrisă de Griffiths în anul 1991.
Este endemică în Alberta. Conform Catalogue of Life specia Delia vockerothi nu are subspecii cunoscute.